# Simfonia nr. 4 (Mahler)

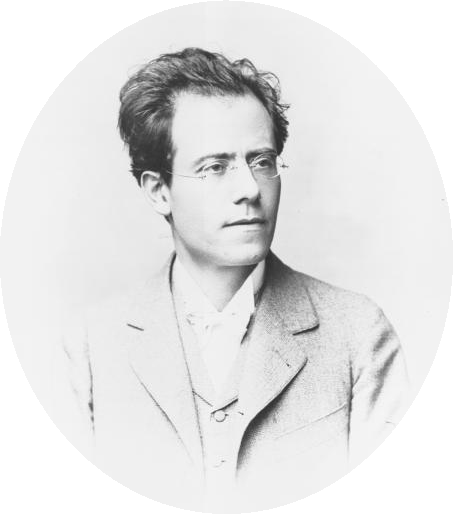
Gustav Mahler în perioada în care a compus a patra simfonie

Simfonia nr. 4 în Sol major a fost compusă de Gustav Mahler între 1899 și 1900, deși include un cântec compus de Mahler în 1892. Cântecul, "Das himmlische Leben", prezintă viziunea unui copil asupra Raiului. Este interpretat de o soprană în ultima parte a simfoniei. Deși este de obicei descrisă ca fiind în Sol major, simfonia adoptă o tonalitate progresivă.

## Compoziție
Primele patru simfonii ale lui Mahler sunt cunoscute sub numele de simfoniile „Wunderhorn” deoarece temele lucrărilor sunt inspirate după cântece pe care Mahler le-a compus pe versurile colecției de poeme Des Knaben Wunderhorn (Cornul Fermecat al Tineretului). Simfonia nr. 4 este construită în jurul unui singur cântec, „Das himmlische Leben”. Este prefigurată în forme diferite în primele părți și interpretată în întregime de soprană în ultima parte.
Mahler a compus „Das himmlische Leben” ca o piesă de sine stătătoare în 1892. Câțiva ani mai târziu s-a gândit să includă cântecul în a cincea și a șaptea parte din a treia simfonie. Deși există referințe ale cântecului în a treia simfonie, Mahler a decis să nu includă cântecul în simfonie, hotărând să fie sursa și scopul celei de-a patra simfonii.

## Structură
O interpretare tipică a simfoniei durează aproximativ o oră, fiind una dintre cele mai scurte simfonii ale lui Mahler. Dimensiunea orchestrei necesară pentru interpretarea simfoniei este destul de mică pentru standardele lui Mahler. Aceste două aspecte au făcut ca lucrarea să fie cea mai frecvent interpretată dintre simfoniile lui Mahler, deși în ultimii ani și prima sa simfonie a început să câștige teren.
Simfonia este structurată în patru părți:
1. Bedächtig, nicht eilen (Moderat, deloc grăbit) (Formă de sonată)
2. In gemächlicher Bewegung, ohne Hast (În mișcare lejeră, fără grabă) (Scherzo și Trio)
3. Ruhevoll, poco adagio (Pașnic, ușor lent) (Temă și variațiuni)
4. Sehr behaglich (Foarte convenabil) (Strofică)

Flauturi și clopoței de sanie deschid prima parte care este neobișnuit de restrânsă, descrisă adesea ca fiind în stil clasic. După cum ar fi de așteptat pentru prima parte a unei simfonii, prima parte a Simfoniei nr. 4 este în formă de sonată.
A doua parte este un scherzo care include o parte pentru vioară solo acordată cu un ton mai sus decât standard. Vioara îl reprezintă pe Freund Hein, un personaj din arta germană medievală; Hain (sau Heine) este personificarea tradițională a morții, inventat de poetul Matthias Claudius. Freund Hein este un schelet care cântă la vioară și conduce un dans macabru. Conform văduvei lui Mahler, Alma, Mahler s-a inspirat pentru această parte după o pictură din 1872 a pictorului elvețian Arnold Bocklin întitulat Autoportret cu Moartea cântând la vioară. Scherzo-ul reprezintă caracterul său iar acordajul neobișnuit al viorii contribuie la tensiunea din sunet și contribuie la caracterul fantomatic al muzicii.
A treia parte este un marș solemn constituit sub forma unor variațiuni. Mahler utilizează forma "temă și variațiuni" într-un mod neconvențional. Partea poate fi divizată în următoarele secțiuni: A1 - B1 - A2 - B2 - A3 - CODA. Tema este prezentată în primele 16 măsuri ale secțiunii A1 dar adevăratele variațiuni apar în secțiunea A3, deși tema este ușor dezvoltată în secțiunile precedente. Partea rămâne predominant în tonalitatea Sol major dar este modulată în Re minor, Mi minor și Mi major; secțiunea B2 are o tonalitate destul de instabilă, fiind mai mult cromatică și schimbând multe tonalități.
Partea a patra se deschide cu o scenă relaxată și pastorală în Sol major. Un copil, în voce de soprană, prezintă o versiune însorită și naivă a Raiului și descrie sărbătoarea pregătită de sfinți. Partea are și o latură mai întunecată: copilul confirmă că sărbătoarea are loc pe seama animalelor, inclusiv un miel sacrificat. Secțiunea narativă a copilului este punctată de pasaje rapide ce recapitulează prima parte. Spre deosebire de ultima parte a simfoniilor tradiționale, ultima parte a Simfoniei nr. 4 a lui Mahler este practic un cântec, conținând strofe, interludii, un preludiu și un postludiu (structură strofică). Când este auzit postludiul există o modulație în Mi major și rămâne de obicei în această gamă, încheind simfonia departe de gama Sol major.

## Instrumentație
Simfonia este compusă pentru o orchestră destul de mică pentru standardele lui Mahler, nefiind folosiți trombonii și tuba. Este compus pentru următoarea orchestră:
- Instrumente de suflat din lemn: 4 flauturi (flauturile 3 și 4 dublează cele două piculine), 3 oboaie (al treilea oboi dublează cornul englez), 3 clarinete în La, Si bemol și Do (clarinetul 2 dublează clarinetul în Mi bemol iar clarinetul 3 dublează clarinetul bas), 3 fagoți (fagotul 3 dublează contrafagotul)
- Instrumente de suflat din alamă: 4 corni francezi în Fa, 3 trompete în Fa și Si bemol
- Percuție: timpane, tobă mare, talgere, clopoței de sanie, trianglu, gong, glockenspiel
- Voce: soprană (doar în ultima parte)
- Coarde: viori I și II, viole, violoncei, contrabași

## Premiere
- Premiera mondială: 25 noiembrie 1901 la München cu soprana Margarete Michalek și Orchestra Kaim, sub bagheta compozitorului
- Premiera olandeză: 23 octombrie 1904 la Amsterdam în interpretarea Orchestrei Regale Concertgebouw sub bagheta compozitorului
- Premiera americană: 6 noiembrie 1904 la New York City cu soprana Etta de Montjau și Societatea Simfonică din New York sub bagheta lui Walter Damrosch
- Premiera britanică: 25 octombrie 1905 la Londra sub bagheta lui Henry Wood. Soția dirijorului a fost soprana